# اللبان في سلطنة عمان

## شجرة اللبان
تعتبر شجرة اللبان شجرة لها تاريخ عريق وهي قديمة قدم الانسان ولا توجد في شبه الجزيرة العربية الا في محافظة ظفار بسلطنة عمان كما إن لها قيمة اقتصادية كبيرة ويطلق عليها أحيانا بالذهب الأبيض لما لها من أهمية اقتصادية وتاريخية وطبية، وتتميز السلطنة بإنتاج أجود أنواع اللبان الذي تنتشر أشجاره في مناطق مختلفة من محافظة ظفار نظراً لتوفر المناخ المناسب والتربة الجيرية الكلسية الملائمة لنمو الشجرة.

## استخراج اللبان
تبدأ عملية استخراج اللبان من خلال جرح أو كشط سيقان وأفرع الشجرة على طبقة اللحاء بآلة تسمى (المنقف) ويطلق عليها / التوقيع / وينتج عنها افراز مادة لزجة قابلة للتجمد ويتم التخلص منها في الضربة الثانية وكشطها إلى الأرض بعد أسبوعين من التجريح الأول في عملية تسمى / السعفة / وبعدها يتم جمع محصول اللبان ثم يتم جرح نفس المنطقة مرة ثالثة وتعرف بعملية السعفة الثانية ثم تتكرر عمليات السعفة إلى آخر عمليات جمع اللبان وتسمى / الكشمة/ وهي تعني أخذ المحصول دون جرح الشجرة لتأخذ راحتها للموسم المقبل.

## أنواع اللبان
أن أجود أنواع اللبان هو الظفاري (نسبة إلى منطقة ظفار في سلطنة عُمان) والذي يقسم إلى عدة أنواع، هي الحوجري والحاسكي والنجدي والشزري.
أن النوع الحوجري هو الأجود و الأشهر ، ويأتي بفص أبيض مع اخضرار ويستخدم في الطب، والنوع الثاني هو الحاسكي، الذي ينمو في شمال حاسك (ولاية سدح في ظفار). 
أما النوع الثالث، فهو النجدي الذي ينمو في منطقة النجد بين الجبال والصحراء؛ فيما النوع الرابع هو الشزري، وهو نوع طيب جدا ورائحته فواحة، ويستخدم في البخور، وثمة مصانع خاصة في عُمان لإنتاج هذا النوع من اللبان.
"هناك نوع خامسا من اللبان يُسمى الشعبي، وهو أقل في الجودة لأنه ينبت في السهول، ويتعرض لماء المطر.. وكلما تعرض شجر اللبان للأمطار كلما قلت جودته"

## مواسم جني اللبان
ويبدأ موسم الحصاد من مايو/أيار إلى سبتمبر/أيلول من كل عام، بعد انتهاء الأمطار، ويتم فصل كل نوع من اللبان عن الآخر، وتبعد كل شجرة عن الأخرى بين 3 و5 أمتار، إذ تُلقح الأشجار عن طريق الهواء خلال فصل الشتاء.  تنتج الشجرة الواحدة أكثر من 17 كيلوغراما،
عد انتهاء الحصاد يُحمل اللبان على الجمال إلى أسواق ظفار وسدح ومرباط، ثم تُوزن الكميات المباعة ويُفصل كل نوع على حدة، ثم يُخزن داخل مخازن خاصة.

## أثر اللبان على ظفار
حيث اعتمدت ظفار منذ فجر التاريخ على تجارة اللبان واحتكر أبناؤها تجارة هذه المادة الثمينة التي شكلت دعامة أساسية في تكوين اقتصادهم الوطني، ولذلك احتلت تجارة البخور مكانة الصدارة في التجارة العالمية في تلك الحقبة التاريخية بمنطقة جنوب شبه الجزيرة العربية، ولقد عرف شعب هذه المنطقة بأنه أغنى عنصر بشري عرف عبر التاريخ وحتى القرن الأخير قبل الميلاد، والقرن الأول الميلادي، باعتبار أن اللبان ثروة لها قيمة حيوية تضاهي في عصرنا الحالي الذهب أو النفط، إذ لم يكن يشتريه قبيل هذه الفترة لغلائه إلا رجال الدين والملوك الأثرياء لاستعماله في الشعائر الدينية والروحانية والمناسبات الدينية وفي الاجتماعات الخاصة بهم.
وقد لعبت تجارة اللُبان دورًا بارزًا في زيادة الصلات التجارية مع الحضارات القديمة مثل السومرية والبابلية والآشورية في بلاد العراق القديم، حيث زاد الطلب على العطور والبخور القادمة من شرقي شبه الجزيرة العربية ومناطق الربع الخالي وظفار، كما كانت مزدهرة أيضا مع الحضارة الفرعونية القديمة في مصر، فقد أشارت أدلة أثرية كثيرة إلى وجود علاقات مزدهرة بين الفراعنة في مصر وبين حضارة ظفار.

## استخدامات اللبان
يستخدم اللبان كعلك للمضغ كما يستخدم كأحد أنواع البخور، حيث تم استخدامه في التبخير في بعض الطقوس الدينية. كما أن ذكر اللبان قد ورد في إنجيل متى. يحتوى اللبان على مادة الكورتيزون المثبطة للالتهابات. ويقول الباحثون إن الكورتيزون المتوفر في اللبان ذا جودة عالية وفاعلية أفضل بكثير من الكورتيزون الصناعي. ويشيد الباحثون الغربيون بأن كورتيزون اللبان ليست له أعراض جانبية كالكورتيزون الصناعي الذي يسبب مضاعفات خطيرة منها هشاشة العظام والبشرة الورقية وقصور في وظائف الكبد والكلى. وتوجد أدوية عدة تم تصنيعها بعد فصل واستخلاص مادة الكورتيزون من اللبان وغالبها أدوية غربية.

## أهمية اللبان الاقتصادية لعمان
نتيجة لأهميته التاريخية والاقتصادية وفوائده العديدة أصبحت شجرة اللبان شعارا لمحافظة ظفار، وتحظى مواقع أشجار اللبان باهتمام الزوار والسياح وتعد من أهم المعالم السياحية والتاريخية للمحافظة، ويحرص معظم السياح على شراؤه حيث يباع في مختلف الأسواق الشعبية والتجارية.